# آهاااا..!
آهاااا.. ! (به تامیلی: Aahaa.. !) و وای.. ! (به انگلیسی: Wow.. !) فیلمی هندی محصول سال ۱۹۹۷ و به کارگردانی سورش کریشنا است. در این فیلم بازیگرانی همچون راجیو کریشنا، سولخا، بهانوپریا و سریویدیا ایفای نقش کرده‌اند.